# Decarboxylase
 Der er for få eller ingen kildehenvisninger i denne artikel, hvilket er et problem. Du kan hjælpe ved at angive troværdige kilder til de påstande, som fremføres i artiklen.

Decarboxylaser er en undergruppe af enzymer under gruppen lyaser. Lyaser er en gruppe af enzymer der katalyserer opbrydning af forskellige kemiske bindinger. Til forskel fra andre kemiske reaktioner, hvor kemiske bindinger opbrydes som hydrolyse og oxidation, har decarboxylaser den specielle funktion at de fraspalter kuldioxid.  
| Organisk kemi | Spire Denne artikel om organisk kemi er en spire som bør udbygges. Du er velkommen til at hjælpe Wikipedia ved at udvide den. |